# André Chiron
 (juillet 2025).
- Si vous ne connaissez pas le sujet, laissez ce bandeau (vous pouvez alors contacter les auteurs).
- Si vous supprimez le contenu mis en cause (vous pouvez préalablement contacter les auteurs),

argumentez précisément cette suppression dans la page de discussion
(un manque de référence n'est pas un argument ; une recherche réelle de référence doit avoir été effectuée, être formellement documentée).
Pour les articles homonymes, voir Chiron.
André Chiron est un chanteur et guitariste qui chante en provençal, notamment Georges Brassens. À la ville, il est professeur d'EPS. Il donne aussi des cours de provençal dans le cadre de Parlaren Mounteù. 
Depuis les années 1970, des artistes locuteurs de la langue d'oc ont traduit les grands artistes du music-hall français natifs du Midi. Par exemple, Jean-Bernard Plantevin a traduit Pierre Perret. André Chiron a été un des premiers à susciter ce mouvement avec Georges Brassens.

## Biographie
Amoureux de la poésie de Brassens dès l'âge de 15 ans, il rencontre Pierre Paul, en 1977. Celui-ci lui traduit en provençal une trentaine de chansons du poète sétois. C'est sur cette base qu'il commence ses spectacles. Deux ans plus tard, il fait la connaissance de Brassens qui l'encourage dans cette voie. Pierre Nicolas, son contrebassiste, l'accompagne même, dès 1980, dans quelques récitals. Dans le cadre du Festival d'Avignon, ils participent au « Festival provençal » qui se tient au Palais du Roure. 
En 1983, après le décès du poète, toujours accompagné de Pierre Nicolas et de Joël Favreau, le guitariste du chanteur, qui les a rejoints, il crée un spectacle intitulé « Brassens, trente ans de chansons » dont la première est donné dans le cadre du Festival de Carpentras. Le succès est immédiat tant en France qu'à l'étranger où plusieurs tournées le mènent au Canada, en Belgique, en Italie, en Espagne, à Haïti, au Luxembourg, en Allemagne et Suisse.

## Discographie
Cette discographie comprend uniquement les exemplaires édités en CD mais la plupart des albums d'André Chiron sont sortis en vinyle. 
- André Chiron, Canto Brassens en provençau, Vol. 1 et 2, rééd. 2002.
- André Chiron, Canto et canto, rééd. 2002.
- André Chiron, Canto sempre, rééd. 2002.
- André Chiron, La Pastorale des santons de Provence, 2004.
- André Chiron, Pantai de meu, 2006.